# ريكاردو كوستا (لاعب كرة قدم مواليد 1982)
ريكاردو كوستا هو لاعب كرة قدم برازيلي في مركز الهجوم، ولد في 17 يونيو 1982 في ساو باولو في البرازيل. لعب مع باوليستا وديبورتيفو سابريسا ونادي أوربرو ونادي أيه بي سي ونادي تاركسيين راينباوز ونادي فينترتور ونادي كورينثيانز ونادي ليغانيس.

## وصلات خارجية
- ريكاردو كوستا (لاعب كرة قدم مواليد 1982) على موقع دوري كوريا الجنوبية (الإنجليزية)